# Франковка (Черкасская область)
Франко́вка (укр. Франківка) — село в Чернобаевском районе Черкасской области Украины.
Почтовый индекс — 19920. Телефонный код — 4739.

## Население
Население по переписи 2001 года составляло 579 человек.

### Языковой состав
Родной язык населения по данным переписи 2001 года:
| Язык       | Численность, чел. | Доля     |
| ---------- | ----------------- | -------- |
| Украинский | 564               | 97,41 %  |
| Русский    | 15                | 2,59 %   |
| Итого      | 579               | 100,00 % |

## Местный совет
19920, Черкасская обл., Чернобаевский р-н, с. Франковка, ул. Ленина, 19